# Булакин, Николай Генрихович
Булакин Николай Генрихович (17 декабря 1952, Томск — 14 октября 2019, Топольки, Минусинский район, Красноярский край) — российский политический деятель. Глава администрации города (мэр) Абакана с 23 мая 1995 года по 14 октября 2019 года. Почётный гражданин города Абакана. Почётный гражданин Республики Хакасия.
С 1990 года был депутатом Верховного Совета Республики Хакасия первого созыва, где до 1995 года занимал должность первого заместителя Председателя Верховного Совета Республики Хакасия.

## Биография
В 1970 году окончил среднюю школу в городе Орша (Белоруссия), одновременно — заочную математическую школу при МГУ. Учился на механико-математическом факультете Московского государственного университета им. М. В. Ломоносова.
После окончания МГУ в 1976 году, работал инженером в конструкторском бюро НПО «Энергия» (Калининград, Московская область). С 1979 года — в очной аспирантуре Московского авиационного технологического института (МАТИ), в 1982 году защитил диссертацию на соискание ученой степени кандидата технических наук по специальности «Автоматизированные системы переработки информации и управления».
С 1982 года вёл преподавательскую работу в политехническом институте г. Брежнева, был ассистентом кафедры высшей и прикладной математики. В 1985 году переехал в Абакан. Работал старшим преподавателем, заведующим кафедрой высшей математики в Абаканском филиале Красноярского политехнического института. С 1989 года заведовал кафедрой информатики и вычислительной техники Абаканского государственного педагогического института, доцент.
Общественной и политической деятельностью занимался с 1989 года. В 1990—1995 годах — депутат Хакасского областного совета народных депутатов, депутат Верховного Совета Республики Хакасия первого созыва. В феврале 1992 года был избран первым заместителем Председателя Верховного Совета Республики Хакасия. В 1993 году при поддержке блока «Выбор России» баллотировался в Совет Федерации Федерального Собрания РФ, избран не был.
29 апреля 1995 года в первый раз победил на выборах главы администрации города Абакана. На этот пост Николай Генрихович неоднократно переизбирался (в апреле 1999, в марте 2004, в марте 2008, в сентябре 2013 и в сентябре 2018 годов).
Поддержал чрезвычайный съезд хакасского народа 17 августа, в селе Куйбышево против открытия новых угольных разрезов словами об угольщиках: Грабят наши недра, уродуют нашу природу, гадят в нашей среде!
«Я против строительства угольных разрезов в республике. Не исполнительных, новых. Все помнят задымленность, загазованность в Абакане в зимнее время. Я считаю, что эта задымленность, грязь в воздухе идут год от года в худшую сторону. И немалую роль, я так считаю, в этом играют новые разрезы — Аршановский, Майрыхский, еще Майрыхский, Восточно-Бейский и так далее. Поэтом я разделяю позицию жителей тех мест. Там же село под снос идет фактически. Жизнедеятельность населения сельского сводится к нулю. …И как нормальный человек может положительно к этому относиться?» — сказал Булакин. «Брать у нас берут, а отдавать не собираются», — подытожил мэр.
«В России построен, увы, олигархический капитализм, это худшая из всех форм организации рыночной экономики» — в интервью телеканалу «Абакан 24».
14 октября 2019 года погиб в автокатастрофе недалеко от Минусинска. Похоронен на территории Градо-Абаканского храма в честь святых равноапостольных Константина и Елены (ул. Пушкина, 61).
За исключительные заслуги перед республикой и её жителями присвоено звание «Почётный гражданин Республики Хакасия» (2020).

## Награды и звания
- Медаль ордена «За заслуги перед Отечеством» I степени (2018)[9].
- Медаль ордена «За заслуги перед Отечеством» II степени (2003)[10].
- Орден «За заслуги перед Хакасией».
- Орден «Честь и польза» за развитие меценатства[11].
- Медаль «Трудовая доблесть Хакасии»[12].
- Орден преподобного Сергия Радонежского[13].
- Орден святого благоверного князя Даниила Московского III степени[14]
- Звание «Почётный гражданин города Абакана» (посмертно).
- Звание «Почетный гражданин Республики Хакасия» (посмертно).

## Память
В честь него названы технический лицей и спорткомплекс в Абакане.
В 2021 году учреждена ежегодная «Премия города Абакана имени Н. Г. Булакина» за выдающиеся заслуги и достижения в развитии города. Премия включает денежную часть в размере двухсот тысяч рублей и диплом.

## Семья
Был женат, имел двух дочерей и троих внуков.